# Huaxiagnathus
Huaxiagnathus („čínská čelist“) byl poměrně malý teropodní dinosaurus z čeledi Compsognathidae, žijící v období spodní křídy (asi před 130 miliony let) na území dnešní severovýchodní Číny (provincie Liao-ning u města Beipiao).

## Rozměry
Huaxiagnathus patřil k největším zástupcům své čeledi, neboť největší jedinec dosahoval délky asi 1,8 metru a odhadované hmotnosti 5 kilogramů.

## Zařazení
Podle provedených kladistických analýz patřil tento rod k nejbazálnějším zástupcům čeledi, čemuž nasvědčuje také primitivní stavba jeho přední končetiny. V současnosti jsou známi pouze dva jedinci tohoto druhu, přičemž jeden je značně poškozený vinou špatně provedené preparace. Typový a jediný známý druh H. orientalis byl popsán Hwangem a jeho kolegy v roce 2004.